# Trin
Trin é uma comuna da Suíça, no Cantão Grisões, com cerca de 1.098 habitantes. Estende-se por uma área de 47,25 km², de densidade populacional de 23 hab/km². Confina com as seguintes comunas: Bonaduz, Flims, Pfäfers (SG), Tamins, Versam.
A língua oficial nesta comuna é o Alemão.